# ناحیه بین‌کوندیلی
ناحیه بین‌کوندیلی (به انگلیسی: Intercondylar Area)، جدایی بین کوندیل داخلی و بیرونی روی بخش فوقانی درشت‌نی (تیبیا) است. رباط‌های خلفی و قدامی صلیبی، و منیسک‌ها به ناحیه بین‌کوندیلی متصل می شوند.
برآمدگی بین‌کوندیلی، از تکمه‌های بین‌کوندیلی داخلی و خارجی تشکیل شده، و ناحیه بین‌کوندیلی را به نواحی خلفی و قدامی تقسیم بندی می کنند.